# SO2 Remixes
『SO2 Remixes』は、Shinichi Osawaの2作目のアルバム『SO2』のリミックス・アルバムである。

## 解説
- 本作は2010年6月30日にリリースされたアルバム『SO2』の楽曲を中心としたリミックス・アルバムである。
- 配信限定であり、iTunes Storeでは先行配信でリリースされている。（その他の配信サイトでは年明けの2011年1月5日より配信されている。また海外配信はされていない。）価格は18曲入りで2000円である。
- 総勢で18人の国内外のリミキサーが参加していて、ほとんどがデビューして間もない若手のプロデューサーである。また、日本のリミキサーは『Scottish Fold』のみである。
- SO2のリミックス・アルバムであるが、リミックスされている楽曲は『LOVE WILL GUIDE YOU』、『SINGAPORE SWING』、『ZINGARO』、『HEART GOES BOOM』のみである。

## 収録曲
1. LOVE WILL GUIDE YOU feat.TOMMIE SUNSHINE (Gemini Club Remix)
2. LOVE WILL GUIDE YOU feat.TOMMIE SUNSHINE (Robotaki Remix)
3. LOVE WILL GUIDE YOU feat.TOMMIE SUNSHINE (Depressed Buttons Remix)
4. LOVE WILL GUIDE YOU feat.TOMMIE SUNSHINE (Edwin Van Cleef Remix)
5. LOVE WILL GUIDE YOU feat.TOMMIE SUNSHINE (Allen Walker Remix)
6. LOVE WILL GUIDE YOU feat.TOMMIE SUNSHINE (Blue Satellite Remix)
7. LOVE WILL GUIDE YOU feat.TOMMIE SUNSHINE (The Hair Kid Remix)
8. SINGAPORE SWING feat. PAUL CHAMBERS (Sound Of Stereo Remix)
9. SINGAPORE SWING feat. PAUL CHAMBERS (Style Of Eye Remix)
10. ZINGARO (Rhythm Droid Remix)
11. ZINGARO (Phinz Remix)
12. ZINGARO (Keenhouse Remix)
13. ZINGARO (The Kids Are Radioactive Remix)
14. ZINGARO (LightsoverLA Remix)
15. ZINGARO (Fabian Remix)
16. HEART GOES BOOM feat.THE BLACK GHOSTS (Hidden Cat Remix)
17. HEART GOES BOOM feat.THE BLACK GHOSTS (Scottish Fold Remix)
18. HEART GOES BOOM feat.THE BLACK GHOSTS (Cosmonaut Grechko Remix)